# Koncepciós perek Magyarországon 1949 és 1956 között

## Előzmény: 1945–1949 közötti koncepciós perek
Az 1945 és 1949 közötti koncepciós perek célja jellemzően a kezdeti többpártrendszer felszámolása volt. 1949-re a többi párt megsemmisítésével és a magánvállalatok államosításával a kommunisták megszerezték a totális politikai és gazdasági hatalmat, kiépítették a kommunista párt egypártrendszerű diktatúráját.

## 1949 és az utáni koncepciós perek
1949 után a koncepciós perek jellemző célja részben változott. A "rendszer ellenségeinek" likvidálására és a közvélemény megfélemlítésére szolgáló perek mellett megjelentek a kommunisták párton belüli riválisokkal való leszámolását szolgáló koncepciós perek, mint a Rajk-per (1949) és a Kádár-per.

### Rajk-per (1949)

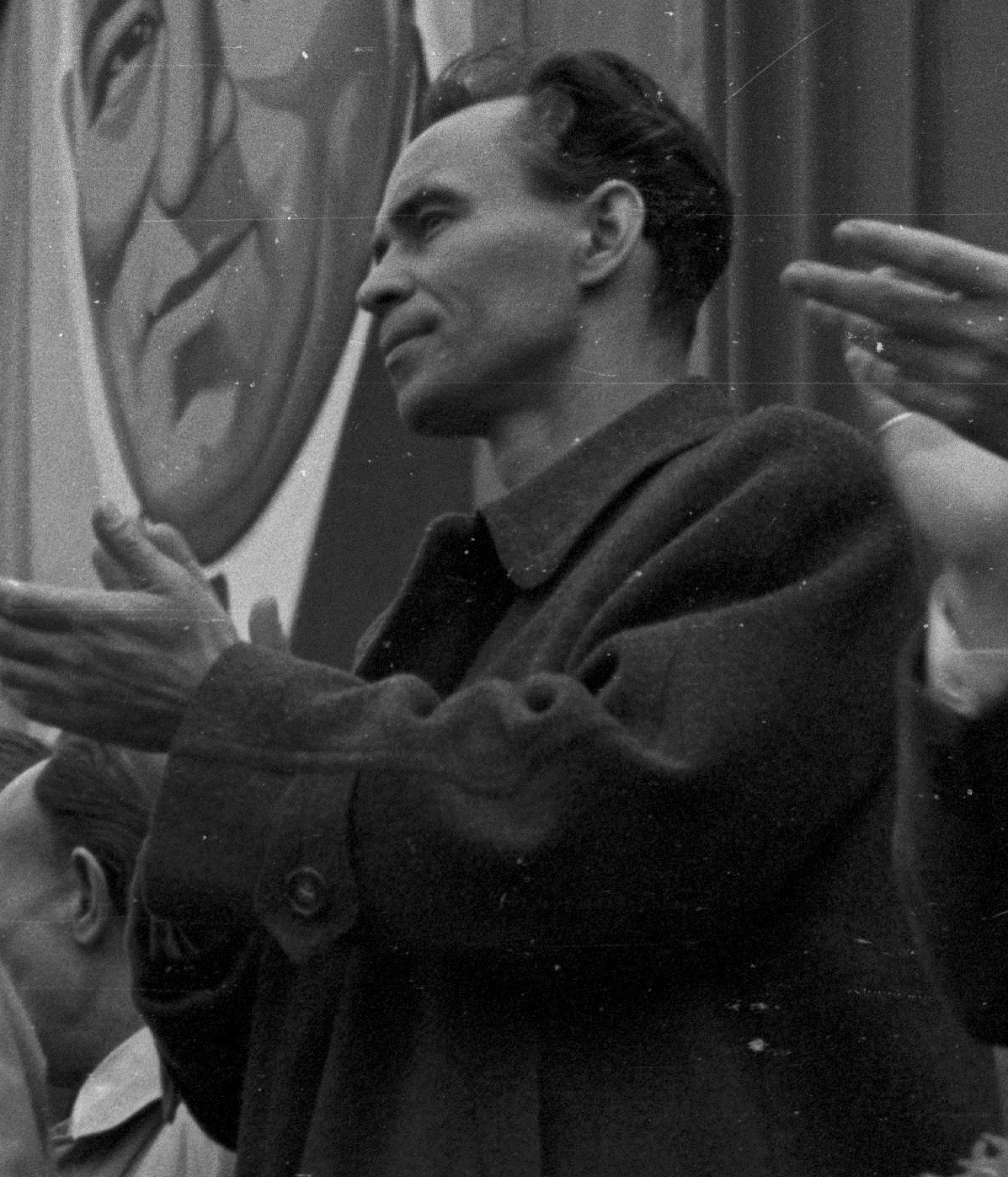
Rajk László 1947-ben, amikor belügyminiszterként még maga is koncepciós pereket szervezett

A Rajk-pert Rajk László vezető kommunista politikus ellen folytatták. Rajk 1945-47 között belügyminiszterként maga is törvénytelenségek soráért volt felelős, köztük számos koncepciós pert szervezett.
1949. május 30-án Rajkot a kommunisták közti népszerűségére féltékeny Rákosi Mátyás és köre nyomására, koholt vádak alapján (kémkedés az imperialistáknak, együttműködés a Horthy-korszak titkosrendőrségével) tartóztatták le. Rajk előbb a brutális bántalmazások ellenére is minden vádat tagadott. Ekkor kapcsolódtak be az ügybe a szovjet tanácsadók. A kínzásokat felfüggesztették. Némi tanácstalanság után a per irányát a pillanatnyi szovjet külpolitikai érdekeknek megfelelően áthangolták a szovjet-jugoszláv szembenállásra, Rajkot és társait ennek megfelelően az ellenséges jugoszláv kommunistákkal való kapcsolattartással vádolták. Rajk ekkor minden ellene felhozott képtelen vádat beismert. A per vádiratát maga Rákosi Mátyás, a párt főtitkára készítette, és Sztálin hagyta jóvá. Rajkot a perben halálra ítélték és kivégezték. 1955 júliusában rehabilitálták. 1956. október 6-i újratemetése százezres tömegével rendszerellenes békés tiltakozássá vált.

### Pécsi Sahti-per (1950)
A pécsi Sahti-per Komlós János pécsi ÁHV megyei parancsnok kezdeményezésére indított magyarországi koncepciós per volt 1950-ben, melyben pécsi bányamérnököket ítéltek el bányarobbanást okozó „rendszerellenes szabotázs” vádjával. A szabotázs gyanújához az 1928-as szovjetunióbeli Sahtiban 11 halálos ítélettel végződő koncepciós bányászper adta az alapot. A vádat kiötlő és a nyomozás vezető Komlós egy 1948-as és egy 1950-es Pécs környéki sújtólégrobbanásból próbált nagyszabású, rendszerellenes szervezkedést lebuktató esetet kreálni a Sahti-per mintájára.
Komlós a per segítségével a Horthy-korszakban aktív, – értelemszerűen – kommunistaellenes érzelmű pécsi nemzeti konzervatív-jobboldali értelmiséggel kívánt leszámolni. A pécsi Sahti-per érdekessége, hogy a korszak koncepciós perei közt egyedülálló módon a pert a felső vezetés – Rákosi maga is – már közvetlenül a lefolytatása után balfogásnak minősítette. A letartóztatott bányamérnökökre ugyanis nagy szükség volt az erőltetett iparosításban kulcsfontosságú szénbányászati tervek teljesítéséhez. Az érintetteket már 1953-ban rehabilitálták, munkahelyükre visszahelyezték, a koncepciót erőltető Komlós János pedig leváltották és áthelyezték.

### Wallenberg-per (1953)

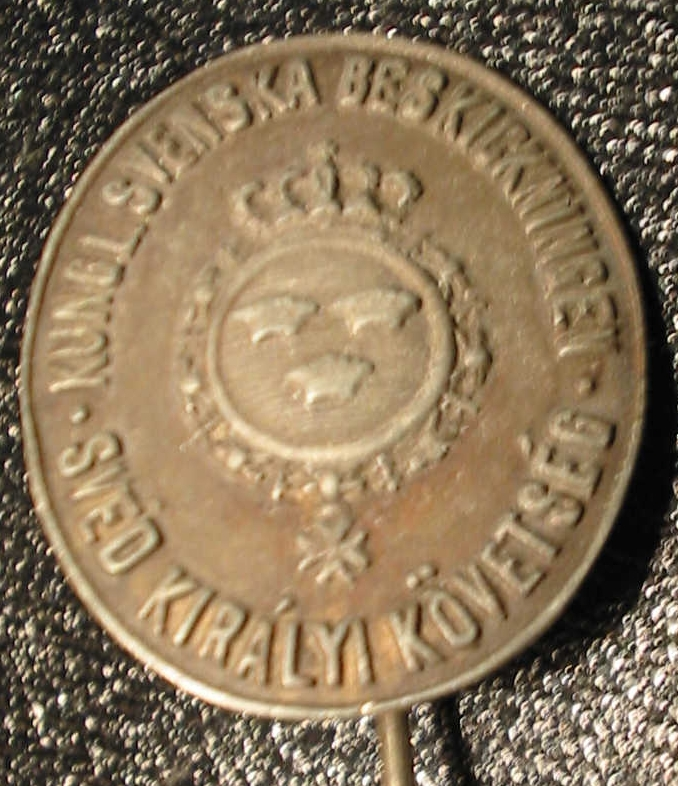
Svéd Királyi Követség Budapesten 1944 Szabó Károly

Raoul Wallenberg halálával kapcsolatos koncepciós pert terveztek 1953 elején Budapesten. Csak az 1990-es években, Ember Mária a Magyar Nemzet újságírója kutatásának nyomán kerültek a tények és dokumentumok nyilvánosságra.
Wallenberg három vacsoravendége utolsó estéjén Budapesten: Dr. Fleischmann Ottó, Szabó Károly és Szalai Pál 1945. január 12-én a svéd követségen, a Gyopár utcában. A következő napon, 1945. január 13-án Wallenberg szovjet fogságba került.
A koncepció 1953-ban: Wallenberg gyilkosai az 1944-es Zsidó Tanács tagjai közt, Budapesten keresendők, nem a Szovjetunióban. Dr. Benedek László, Stöckler Lajos, Domonkos Miksa, Szalai Pál és Szabó Károly kerültek fogságba. Szabó Károlyt 1953. április 8-án az utcán fogták el, nyomtalanul eltűnt, családja több hónapig semmit nem tudott róla.
Gerő Ernő Rákosihoz írott feljegyzésében, 1953. március 1-jén: "A kihallgatások anyagából világos, hogy a két világháború közti Zsidó Tanács tagjai valamennyien Gestapo ügynökök voltak. (…) A tárgyaláson majd ki fog derülni, hogy nem antiszemitizmusért tartóztattuk le őket, hanem mert Gestapo ügynökként a szegény zsidók gyilkosai és amerikai imperialista kémek." (MOL 276.f. 56/184 ö.e.) Gerő elgondolásából eredt az a fantazmagória is, hogy [a szovjetek által 1945-ben elhurcolt] Wallenberg gyilkosai az 1944-es Zsidó Tanács tagjai közt keresendők" (ld. a Stöckler Lajos és társai ellen, 1953. május 26-án kidolgozott vizsgálati tervet az ÁSZTL 150.301/IV dossziéjában).
Sztálin halálát követően a kirakatperben fogvatartott személyeket elengedték, az iratokat titkosították, Domonkos Miksa nem élte túl, szabadlábon belehalt az elszenvedett kínzásokba.

### Titoktartási kötelezettség 1953 után
Faludy György regényében az ávós őrnagy beszéde jellemzi az 1953 szeptemberi szabadon bocsátások légkörét: "A Magyar Népköztársaság nevében bocsánatot kérek öntől azért az igazságtalanságért, jogtalanságért és méltatlanságért, melyet el kellett szenvednie.
…figyelmeztetett, hogy a törvény hatévi fegyházbüntetést ír elő, amennyiben rabságunk körülményeiről, helyéről, okairól akár bármit is elárultunk. Azzal a jó tanáccsal szolgálhat, hogy a kérdezősködőket jelentsük fel, közvetlen hozzátartozóinknak pedig mondjuk, hogy tanulmányúton voltunk a Szovjetunióban."